# Ida Zoccarato
Ida Zoccarato, vedova Nostran (Vigonza, 24 maggio 1909 – Padova, 16 gennaio 2022), è stata una supercentenaria italiana, morta a 112 anni e 237 giorni.
Dal 27 agosto 2021 al 16 gennaio 2022 è stata decana d'Italia, succedendo a Maria Oliva.

## Biografia
Ida Zoccarato nacque a Perarolo, una frazione del comune di Vigonza in provincia di Padova il 24 maggio del 1909 da una famiglia di campagna. Figlia di Angelo e Amelia Pinton, sposatasi il 18 febbraio 1939, rimase vedova a 35 anni di Mario Nostran, ed ebbe due figli, Edda e Pietro. Aveva anche quattro nipoti e due pronipoti. Fino alla morte visse a Ponte di Brenta.
All'età di 111 anni contrasse il Covid-19 e guarì senza conseguenze. In precedenza aveva superato anche un infarto.
All'età di 112 anni divenne Decana d'Italia, dopo il decesso di Maria Oliva.
È morta nel sonno a Ponte di Brenta, nel pomeriggio del 16 gennaio 2022, all’età di 112 anni e 237 giorni, cedendo il titolo di decana d'Italia ad Angela Tiraboschi, nata il 19 aprile del 1910. Era l'ultima persona vivente in Italia ad essere nata prima del 1910.